# 紅鰭紅點鮭
紅鰭紅點鮭，為輻鰭魚綱鮭形目鮭科的其中一種，為溫帶淡水魚，分布於俄羅斯Taimyr湖流域，體長可達36公分，棲息在底中層水域，生活習性不明。

## 擴展閱讀
維基物種上的相關：紅鰭紅點鮭